# 쩐쩐
쩐쩐(베트남어: Trần Chân / 陳眞 진진, 1470년 ~ 1518년)은 대월 후 레 왕조의 장수이다.

## 생애
자렴현(慈廉縣) 라녕사(羅寧社) 사람으로, 무과에 합격하여 도력사(都力士)가 되었으며, 철산백(鐵山伯)에 봉해졌다.
1516년, 쩐까오가 반란을 일으켜 탕롱을 공격했다. 쩐쩐은 향병(鄕兵) 5~6천 명을 모아 쩐까오에 대항하였고, 쩐까오의 부장(部將) 판엇(潘乙)과 사퇴(射堆)에서 교전했다. 쩐쩐은 전투에서 극히 영용하게 활약하여 찐주이산의 인정을 받았고, 그의 양자가 되었다.
쩐까오는 패잔병을 물려 탕롱에서 달아난 뒤 많은 장사들이 공을 믿고 탕롱에서 불법행위를 자행하자 찐주이산은 쩐쩐을 파견하여 그것을 토벌하게 하였고, 자신은 부(部)를 거느리고 쩐까오의 잔당을 토벌하러 갔다. 찐주이산이 전사하자 쩐쩐은 레 소종의 명을 받들어 쩐까오를 토벌하여 크게 격파하였다.
쩐까오의 난을 진압한 공로로 쩐쩐은 소종의 중용을 받았다. 1517년, 영흥백(永興伯) 찐뚜이와 안화후(安和侯) 응우옌호앙주가 반목하였는데, 찐뚜이가 응우옌호앙주에 의해 탕롱에서 축출당했다. 찐뚜이는 찐주이산과 같은 일족이었으므로 쩐쩐은 즉시 이를 구실로 출병하여 응우옌호앙주를 공격했다. 양 측은 탕롱에서 크게 교전하였고 응우옌호앙주가 패배하여 청화(淸化)로 피신하였다. 쩐쩐은 글을 써서 산남(山南)을 진수하던 무천백(武川伯) 막당중에게 보내어 응우옌호앙주의 도주로를 차단하고 그를 공격해 죽일 것을 건의하였으나, 막당중은 받아들이지 않았다.
쩐쩐이 응우옌호앙주를 축출한 뒤 탕롱에 주둔하였다. 쩐쩐의 주청으로 소종은 응우옌꽁도(阮公度)와 막당중에게 명령하여 군사를 거느리고 수륙병진하여 응우옌호앙주를 토벌하도록 했다. 응우옌호앙주는 순우(淳祐)로 달아났고, 시를 지어 막당중에게 보내니 막당중은 병사들로 하여금 싸우지 말도록 했고, 응우옌호앙주는 환난을 면할 수 있었다.
쩐쩐의 권세는 날로 커져 갔고, 막당중도 그의 아들이 쩐쩐의 딸에게 장가들도록 했다. 소종은 쩐쩐이 전권을 장악한 것에 대한 불만이 계속 커졌는데, 어떤 사람이 쩐쩐이 찬탈하려고 한다고 하며 소종에게 속히 그를 제거할 것을 권하였다.
1518년, 소종은 조서를 내려 쩐쩐과 그의 아들 쩐찌(陳智)를 입궁하게 한 뒤 그들을 죽였다. 쩐쩐의 부장(部將) 호앙주이냑(黃維岳), 응우옌낀(阮敬), 응우옌앙(阮盎)이 거병, 반란하여 탕롱을 공격하니 소종은 막당중을 불러 그들을 격파하게 했다.

## 참고 자료
- 《大越史記全書·本紀·卷之十五》